# 340 (số)
340 (ba trăm bốn mươi) là một số tự nhiên ngay sau 339 và ngay trước 341.